# Edosa gypsoptera
Edosa gypsoptera är en fjärilsart som beskrevs av László Anthony Gozmány. Edosa gypsoptera ingår i släktet Edosa och familjen äkta malar. Inga underarter finns listade i Catalogue of Life.